# Almira Bremec
Almira Bremec, slovenska slikarka in grafičarka, * 27. maj 1958, Postojna.
V jeseni 1977 se je vpisala na Akademijo za likovno umetnost in oblikovanje v Ljubljani, kjer je leta 1983 diplomirala pri profesorju Bogdanu Borčiču. Bremčeva je predvsem grafičarka. Svoj likovni svet, ki mu je osnova človeški lik, oblikuje z izrazito risbo in kontrastnimi razmerji ploskovito obarvanih form. Prve razstave se je še kot študentka udeležila 1977 na mladinskem Extemporu v Novi Gorici in prejela 2. nagrado, 1985 pa je sodelovala na Mednarodnem grafičnem bienalu v Ljubljani. Prvo samostojno razstavo pa je pripravila 1983 v Ljubljani.